# Raffaele D'Alessandro
Raffaele D'Alessandro (Sankt Gallen (capital), 17 de març de 1911 - Lausanne, 17 de març de 1959) fou un compositor musical suís.
S'inicià amb els estudis de composició i com a organista en el Conservatori de Berna, becat pel govern pels seus dots artístics en la instrumentació del piano, i el 1932 es traslladà a París, on va rebre lliçons intensives amb Dupré i Nadia Boulanger. Considerat el millor concertista d'orgue d'entreguerres, fou cridat al Vaticà per tocar aquest instrument en les exèquies del papa Pius XI (1939).
Alessandro també fou notable compositor de música religiosa, sent autor de diverses cantates, entre elles Sant Joan, Per a dos àngels, i Hivern, així com peces soltes per a orgue i clavicèmbal, instrumenta que també domina amb exemplaritat. En els anys de la segona postguerra va compondre música escènica, sempre de caràcter religiós, i alguns fragments musicals seus foren incorporats a la banda sonora del film Els Deu Manaments, superproducció dirigida per Cecil B. DeMille (1956).